# Teoria do Potencial de Polanyi

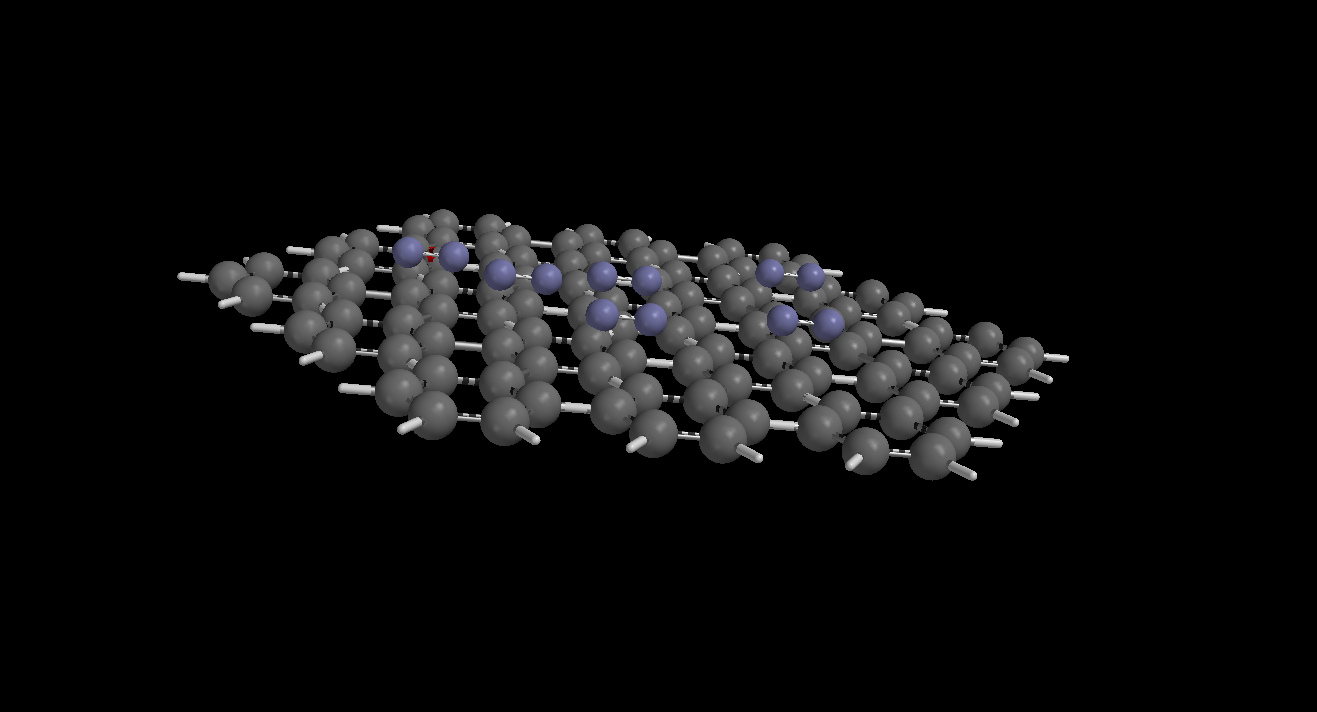
O nitrogênio, as moléculas do gás em azul adsorvem sobre a superfície de um nanotubo de carbono em cinza.

A Teoria do Potencial de Polanyi, também chamada de Teoria do Potencial de Adsorção de Polanyi, é um modelo de adsorção proposto por Michael Polanyi, onde a adsorção pode ser medida através do equilíbrio entre o potencial químico de um gás perto da superfície e o potencial químico do gás a partir de uma grande distância. Neste modelo, ele assumiu que a atração em grande parte devido à Van Der Waals forças do gás para a superfície é determinada pela posição das partículas de gás da superfície, e que o gás se comporta como um gás ideal , até a condensação, quando o gás excede o seu equilíbrio, a pressão de vapor. Enquanto a adsorção teoria de Henry é mais aplicável em baixa pressão e a BET da equação da adsorção isotermica é mais útil de 0,05–0.35 P/Po, a teoria de Polanyi tem mais aplicação em P/Po maior (~0.1–0.8).